# Tieta do Agreste
Tieta do Agreste és una pel·lícula de comèdia brasilera del 1996 dirigida per Carlos Diegues amb un guió basat en la novel·la homònima de Jorge Amado. La pel·lícula fou seleccionada per representar Brasil a l'Oscar a la millor pel·lícula de parla no anglesa als Premis Oscar de 1996, però finalment no fou nominada.

## Sinopsi
Després de la mort del seu marit, un ric industrial de São Paulo, Tieta torna a la seva terra natal, la petita ciutat de Sant'Ana do Agreste, a les àrides contrades de Bahia, després de 26 anys d'absència. El seu retorn provoca certa aprensió a la família, ja que als 17 anys Tieta havia estat expulsada de casa pel seu pare Zé Esteves, commogut per les intrigues de Perpétua, la seva germana gran. Des de la seva sortida, l'únic contacte de Tieta amb la família va ser mitjançant cartes enviades a una bústia postal de São Paulo. A més de la correspondència, controlada per Carmô, un treballador de correus i l'estrella més alegre de la ciutat, Tieta també va enviar ajuda econòmica al seu pare, les germanes Perpétua i Elisa, i als seus nebots.
L’arribada de Tieta, rica i poderosa, posa fi als rumors que deien que era morta i aguditza l'ambició no només dels seus parents –Perpétua, Zé Esteves, Elisa, Ramiro ...–, sinó de tota la ciutat. Utilitzant la seva riquesa i influència, Tieta aconsegueix portar llum elèctrica a Sant'Ana do Agreste mentre manté un tòrrid romanç amb el seu nebot, el seminarista Ricardo.
La jove Leonora, presentada a la família com a fillastra de Tieta, es relaciona amb el secretari de l'ajuntament, Ascânio Trindade, en un romanç impossible que acabarà provocant una nova inesperada sortida de Tieta.

## Repartiment
| Actor               | Personatge                           |
| ------------------- | ------------------------------------ |
| Sônia Braga         | Antonieta Esteves Cantarelli (Tieta) |
| Marília Pêra        | Perpétua Esteves Batista             |
| Chico Anysio        | Zé Esteves                           |
| Cláudia Abreu       | Leonora Cantarelli                   |
| Leon Góes           | Ascânio Trindade                     |
| Heitor Martinez     | Ricardo Esteves Batista              |
| Patrícia França     | Tieta (jove) Imaculada               |
| Zezé Motta          | Carmosina (Carmô)                    |
| Harildo Deda        | Coronel Arthur da Tapitanga          |
| Daniel Filho        | Mirko Stefano                        |
| Noélia Montanhas    | Tonha                                |
| Anna Cotrim         | Perpétua (jove)                      |
| Débora Adorno       | Elisa Esteves d'Alembert             |
| Caco Monteiro       | Ramiro                               |
| André Valli         | Barbozinha                           |
| Jece Valadão        | Comandant Dário                      |
| Jurandyr Ferreira   | Modesto Pires                        |
| Lelo Filho          | Amintas                              |
| Ricardo Bittencourt | Osnar                                |
| Luciana Souza       | Cinira                               |
| João Phellipe       | Cupertino Batista Jr. (Peto)         |
| Flora Diegues       | Tieta (adolescent)                   |
| Frank Menezes       | Jairo                                |
| Jorge Amado         | Ell mateix                           |
| Ednéas Santos       | Pirica                               |
| Gideon Soares       | Pare                                 |
| Mário Gusmão        | Jubiabá                              |
| Aldri Anunciação    | Daniel                               |
| Marcos Machado      | Terto                                |
| Rafael Rocha        | Modestinho Pires Jr.                 |
| Jorge Amado Neto    | Guri dos amendoins                   |
| Vitória Teixeira    | Carmô (jove)                         |
| Rita Santana        | Tonha (jove)                         |

## Premis i nominacions
| Prêmios                                                          | Prêmios                  | Prêmios      | Prêmios   | Prêmios |
| Premi                                                            | Categoria                | Nominats     | Resultat  | Ref     |
| ---------------------------------------------------------------- | ------------------------ | ------------ | --------- | ------- |
| Festival Internacional del Nou Cinema Llatinoamericà de l'Havana | Millor actriu secundària | Marília Pêra | Guanyador | [ 5 ]   |
| Associação Paulista de Críticos de Arte                          | Millor actriu secundària | Marília Pêra | Guanyador | [ 5 ]   |
| Associação Paulista dos Críticos de Arte                         | Millor actor secundari   | Chico Anysio | Guanyador | [ 5 ]   |
| Festival Internacional de Cinema de Sant Sebastià                | Conquilla d'Or           | Cacá Diegues | Nominat   | [ 5 ]   |